# Sari Bagh
Sari Bagh – wieś w Iranie, w ostanie Azerbejdżan Zachodni, w szahrestanie Takab. W 2006 roku liczyła 150 mieszkańców.